# Wielka Ławra

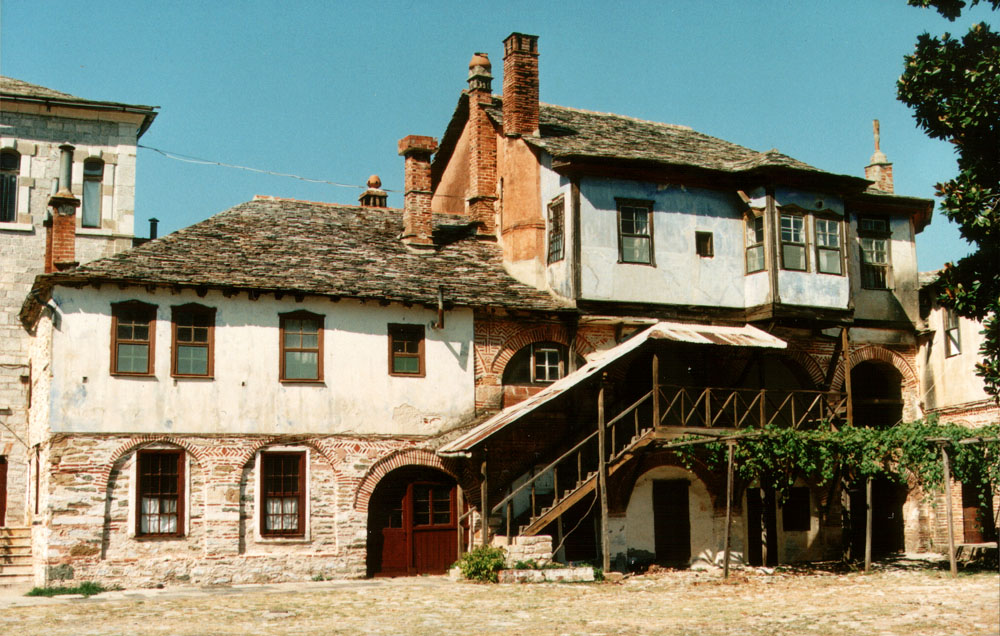
Dziedziniec klasztoru

Klasztor Wielkiej Ławry (gr. Μονή Μεγίστης Λαύρας) – pierwszy klasztor na Górze Athos, położony w południowo-wschodniej części półwyspu. Zbudowany został w 963 roku przez mnicha Atanazego Atoskiego, zwanego też Atanazym z Trebizondu dzięki funduszom bizantyjskiego cesarza Nicefora II Fokasa, który zamierzał abdykować i zostać mnichem, zanim został zamordowany w 969 roku.
Wielka Ławra jest najstarszym i największym klasztorem na Górze Athos w Grecji. W 2000 roku mieszkało w nim 362 mnichów. Znajduje się tu 37 kaplic.

## Zbiory biblioteczne
Biblioteka Wielkiej Ławry zawiera 2046 greckich rękopisów, 165 kodeksów, ponad 20 000 ksiąg drukowanych i około 100 rękopisów w innych językach. Wśród najstarszych zbiorów znajdują się: 8 kart z biblijnego kodeksu Coislinianus (VI wiek), kodeks 044 (Ψ) z VIII wieku, kodeksy 049, 0167, 1073, 1505, 2524, 1519.